# تاونوس

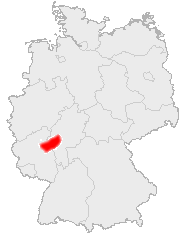
موقع السلسلة الجبلية في ألمانيا

تاونوس أو تَوْنُس (بالألمانية: Taunus ) هي سلسلة جبال تقع في مدينة هسن في ألمانيا شمال مدينة فرانكفورت. يبلغ طولها حوالي 75 كم وعرضها 35 كم وتغطي مساحة تقارب من 2,700 كم مربع. أطول جبل في السلسلة هو جبل غريت فيلد أو السهل العظيم ( Great Field Mountain) الذي يبلغ ارتفاعه 878 متر عن سطح البحر، يليه جبل (Kleiner Feldberg) بارتفاع 825 متر وجبل (Altkönig) بارتفاع 798 متر.
تشتهر السلسلة الجبلية بوجود الينابيع الحرارية والمياه المعدنية التي جذبت في السابق أعضاء الأرستقراطية الأوروبية للإقامة في المدن القريبة.

## معرض صور

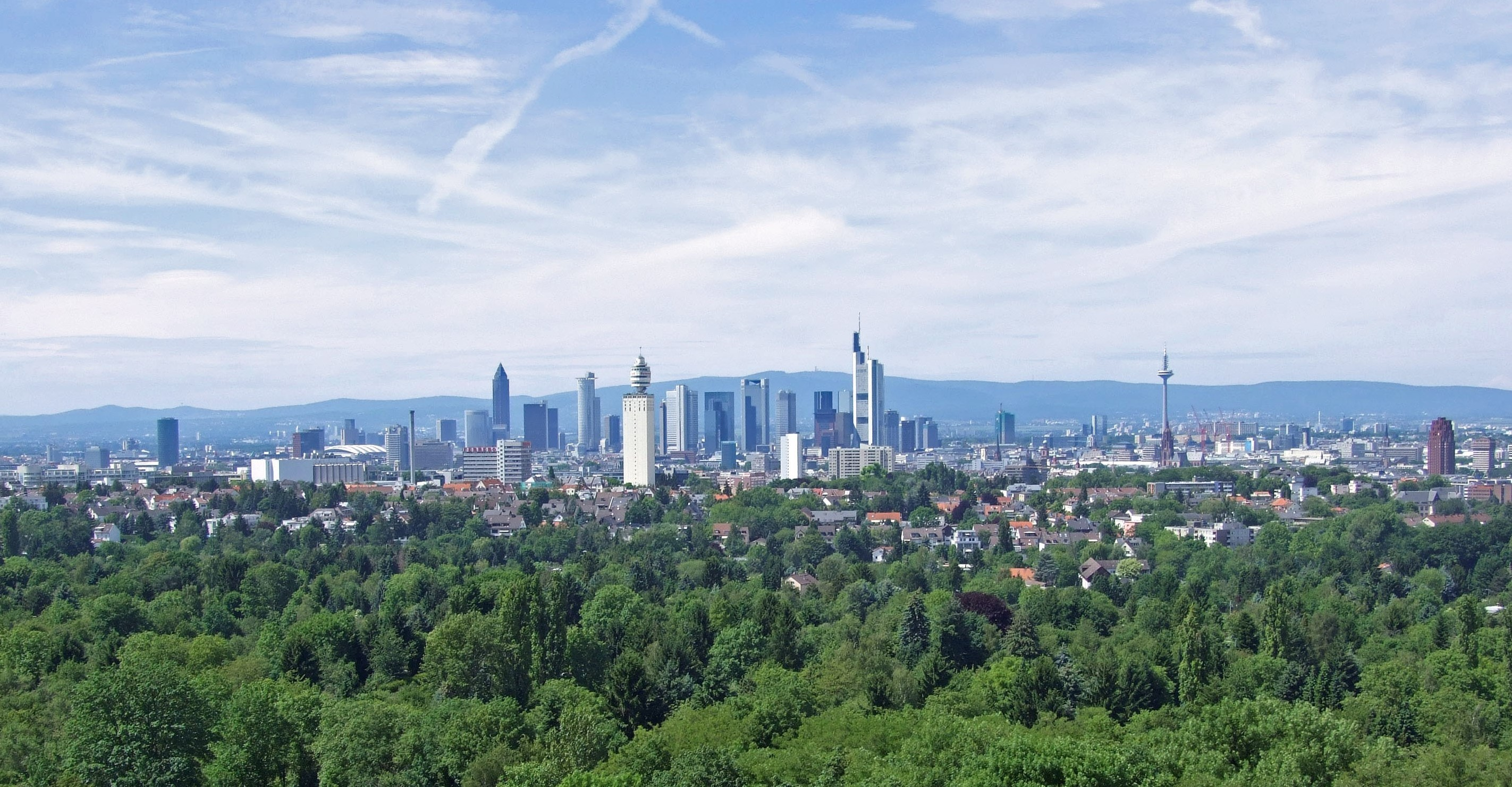
صورة لمدينة فرانكفورت ، ويظهر فيها جبال تاونوس في الخلف
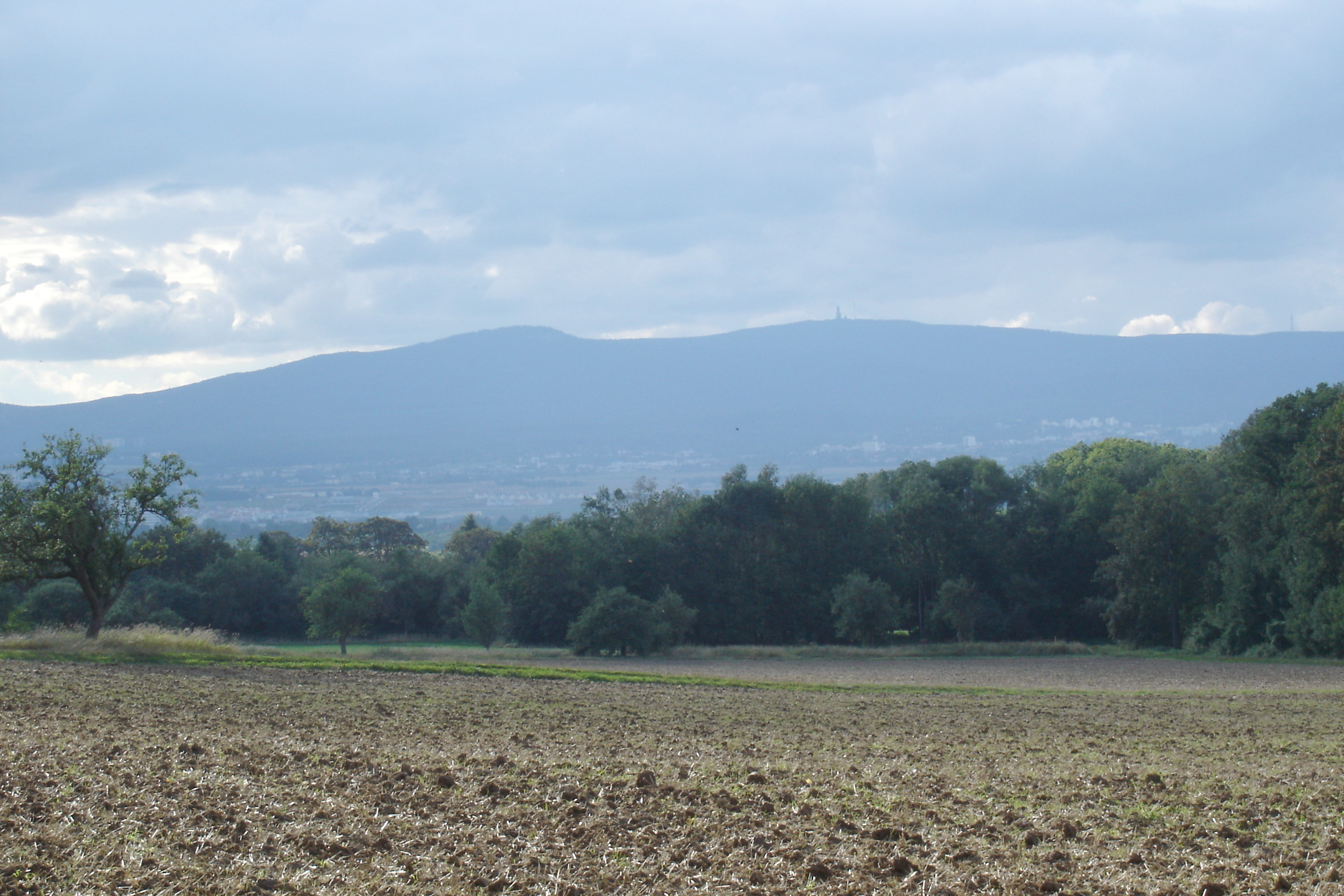
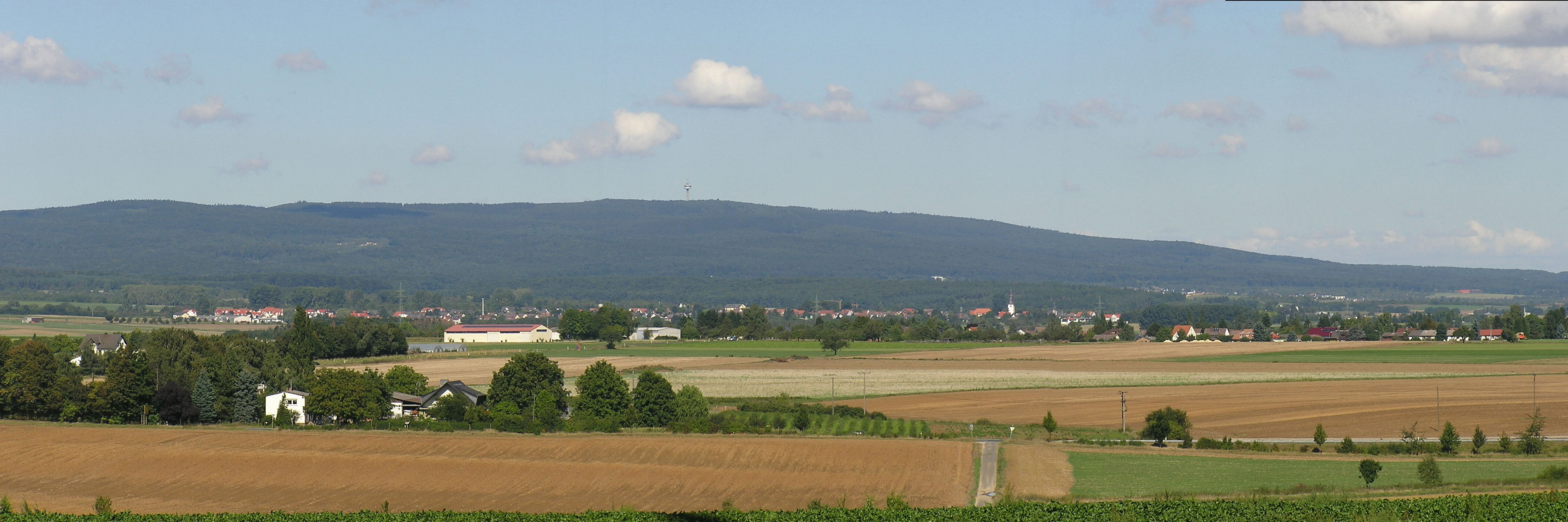